# Beethovenův koncert 22. prosince 1808

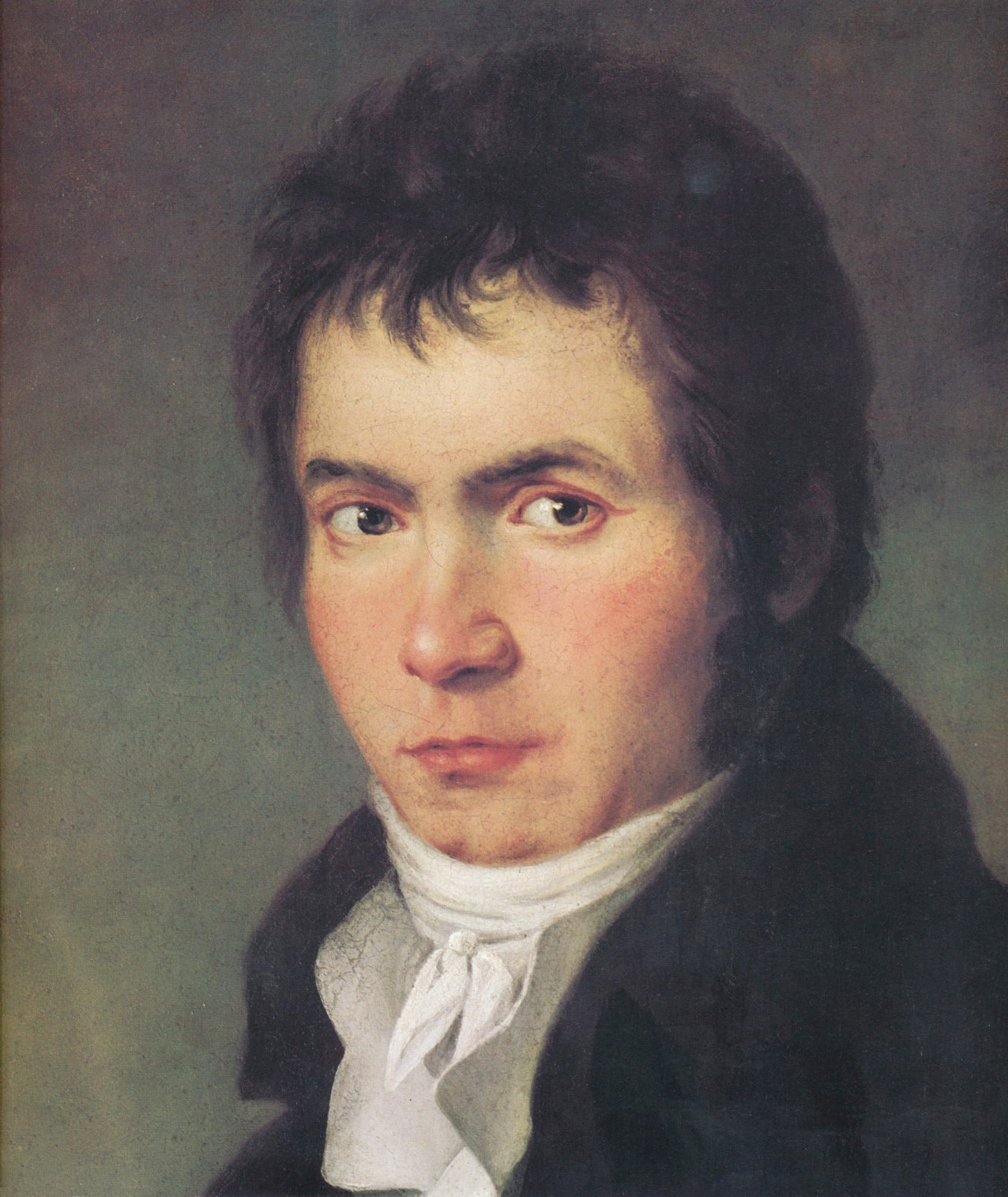
Beethoven v roce 1804 nebo 1805, portrét od Josepha Willibrorda Mählera

Beethovenův koncert 22. prosince 1808 byl benefiční koncert ve prospěch Ludwiga van Beethovena, pořádaný samotným skladatelem ve vídeňském Divadle na Vídeňce. Čtyřhodinový koncert v promrzlém sále divadla přinesl veřejnou premiéru skladatelovy páté a šesté symfonie, čtvrtého klavírního koncertu a Chorální fantazie. Mezi účinkující této akademie patřil orchestr, sbor, vokální sólisté a samotný skladatel jako klavírní sólista. Vzhledem k jeho programu a okolnostem uspořádání označil Beethovenův životopisec Barry Cooper tento koncert za „nejpozoruhodnější“ ve skladatelově kariéře.

## Pozadí události
Jak vysvětluje skladatel a muzikolog Robert Kahn, podmínky pro uvádění symfonické hudby ve Vídni roku 1808 byly stěží optimální:
Dokonce i velký veřejný koncert mohl přitáhnout obecenstvo pouze z řad aristokracie a nepočetné městské střední třídy, odhadem ne více než 2,5 % vídeňské populace čítající na 200 až 250 tisíc obyvatel. Běžná cena vstupného na koncert činila dva guldeny… což byl více než týdenní plat nádeníka. Hudebníci nemohli tyto tzv. akademie pořádat v létě, kdy šlechta opouštěla prašné a dusné město a odjížděla na svá venkovská sídla. Nemohli je pořádat ani na jaře a na podzim, kdy byla divadla vyhrazena zkouškám a veřejným představením operních děl, tehdy upřednostňované hudební produkce. Jediným dostupným obdobím pro pořádání akademií zůstával advent a půst, kdy byla představení oper zakázána. Během těchto několika dostupných týdnů se vedl o koncertní prostory urputný boj a Beethoven musel čelit odmítání divadelních ředitelů, kteří před ním dávali přednost průměrné produkci.

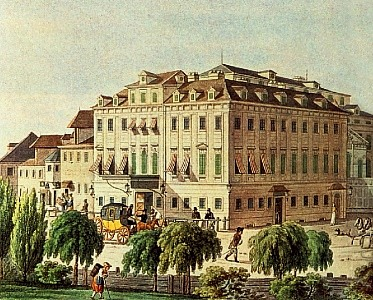
Divadlo na Vídeňce kolem roku 1815

Tehdejší vídeňská divadla byla dvojího druhu: císařskou vládou sponzorované Dvorní divadlo (Burgtheater) a Divadlo u Korutanské brány (Kärntnertortheater), obě v centru Vídně, nebo soukromé podniky na periferii města. Beethovenem vybrané místo, Divadlo na Vídeňce (Theater an der Wien), spadalo do druhé kategorie. Byla to mohutná budova, popisovaná jako „nejbohatěji vybavené a jedno z největších divadel své doby.“ Jeho otevření roku 1801 provázely nadšené kritiky. Vlivný týdeník Allgemeine musikalische Zeitung jej nazval „nejdokonalejším a nejpohodlnějším v celém Německu“ (dle dobového významu „ve všech německy mluvících zemích“). Beethoven již zde uvedl premiéry několika svých nejvýznamnějších děl.
Během let 1807 a 1808 poskytl Beethoven svá díla a služby pro sérii charitativních koncertů pořádaných v Divadle na Vídeňce. Ředitel divadla Joseph Hartl nakonec Beethovenovi dovolil na 22. prosince 1808 použít prostory pro koncert ve skladatelův prospěch. O možnost uspořádat takovýto podnik – jako náhradu za svoji účast na charitativních koncertech – Beethoven žádal několik měsíců a vyjadřoval frustraci z toho, co považoval za Hartlovu liknavost v této záležitosti.
Deník Wiener Zeitung otiskl 17. prosince 1808 inzerát na koncert, označovaný jako „hudební akademie“, což byl v Beethovenových časech běžný termín pro koncert.

## Program koncertu
Koncert započal o půl sedmé večer a trval přibližně čtyři hodiny, s jednou přestávkou mezi dvěma částmi. Jeho program byl následující:
| První část                                                       | Druhá část                                                   |
| ---------------------------------------------------------------- | ------------------------------------------------------------ |
| Symfonie č. 6 „Pastorální“, op. 68                               | Symfonie č. 5, op. 67                                        |
| Ah! perfido, koncertní árie pro sólový soprán a orchestr, op. 65 | Sanctus, z Mše C dur, op. 86                                 |
| Gloria, z Mše C dur pro vokální sólo, sbor a orchestr, op. 86    | Improvizovaná fantazie pro sólový klavír                     |
| Klavírní koncert č. 4, op. 58                                    | Fantazie pro sólový klavír, sbor a orchestr v c moll, op. 80 |

Mezi již dříve uvedená díla patřila Ah! perfido, vytvořená během skladatelova pobytu v Praze v únoru 1796. Dále pak Mše C dur, jejíž premiéra se odehrála předchozího roku v Eisenstadtu, pod záštitou knížete Esterházyho. Čtvrtý klavírní koncert se poprvé hrál na jaře 1807 na soukromém koncertu ve vídeňském paláci Josefa Františka z Lobkovic. Podle Suttona byla improvizovaná fantazie později zapsána a publikována roku 1809 jako Fantazie g moll, op. 77.

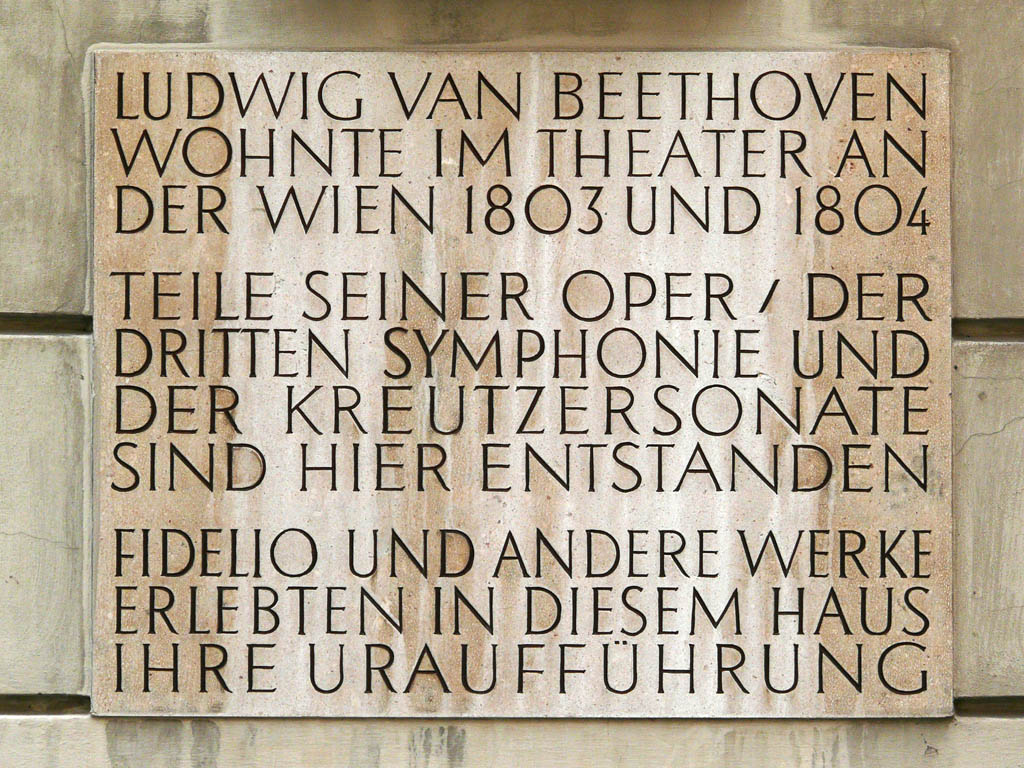
Pamětní deska na fasádě Divadla na Vídeňce. Nápis uvádí: „Ludwig van Beethoven žil v Divadle na Vídeňce v letech 1803 a 1804. Napsal zde část své opery, třetí symfonii, a Kreutzerovu sonátu. Fidelio a další díla měla v tomto domě premiéru.“

Chorální fantazii c moll Beethoven dokončil na poslední chvíli a nezbyl čas na její řádné odzkoušení. Její úlohou na programu bylo závěrečné spojení klavíristy, sboru a orchestru.
Kvůli dobovým zákazům uvádění církevní hudby v divadlech nebyly dvě věty ze Mše C dur v programu koncertu inzerovány.
Program koncertu by mnoho dnešních posluchačů zarazil kvůli své neobvyklé délce; v Beethovenových časech to ale zřejmě nebyla výjimka. Jak uvádí muzikoložka Melanie Lowe:
V desetiletích okolo roku 1800 nebylo množství a rozmanitost uváděných kusů tohoto koncertu až tak neobvyklé. Každá polovina veřejného koncertu obvykle začínala symfonií, následovanou jednou nebo dvěma áriemi, koncertem, možná nějakou komorní hudbou nebo klavírní improvizací. Koncert uzavírala další symfonie, nebo přinejmenším její finále.

## Hudební provedení
Beethoven musel svůj benefiční koncert vmáčknout do velmi rušného období a tím mu nastaly problémy se zajištěním interpretů. Teoreticky mohl disponovat profesionálním orchestrem Divadla na Vídeňce, řada jeho členů však měla v té době konfliktní angažmá. Tonkünstler-Societät, dobročinný spolek na podporu vdov a sirotků po zemřelých muzikantech, pořádal v Burgtheateru jeden ze svých čtyř pravidelných ročních koncertů. Členové spolku se museli těchto beneficí zúčastnit nebo zaplatit pokutu. Tím pádem přišel Beethoven o řadu zkušených profesionálů, které musel nahradit amatérskými hudebníky. Beethoven tedy k provedení koncertu shromáždil pouze nepříliš velký orchestr, který měl zřejmě jen šest až osm prvních houslí. Větší orchestry v té době mívaly i amatérské a poloprofesionální koncerty.
Beethoven se ujal pozice sólového pianisty pro klavírní koncert, improvizovanou fantazii a Chorální fantazii. Toto bylo jeho poslední veřejné vystoupení jako sólisty klavírního koncertu, dalším vystoupením zabránil jeho zhoršující se sluch. Dobová svědectví uvádějí Beethovena jako dirigenta orchestru. Je však možné, že skladatel měl nad orchestrem pouze omezenou kontrolu a hráči odmítli nacvičovat pod jeho taktovkou.

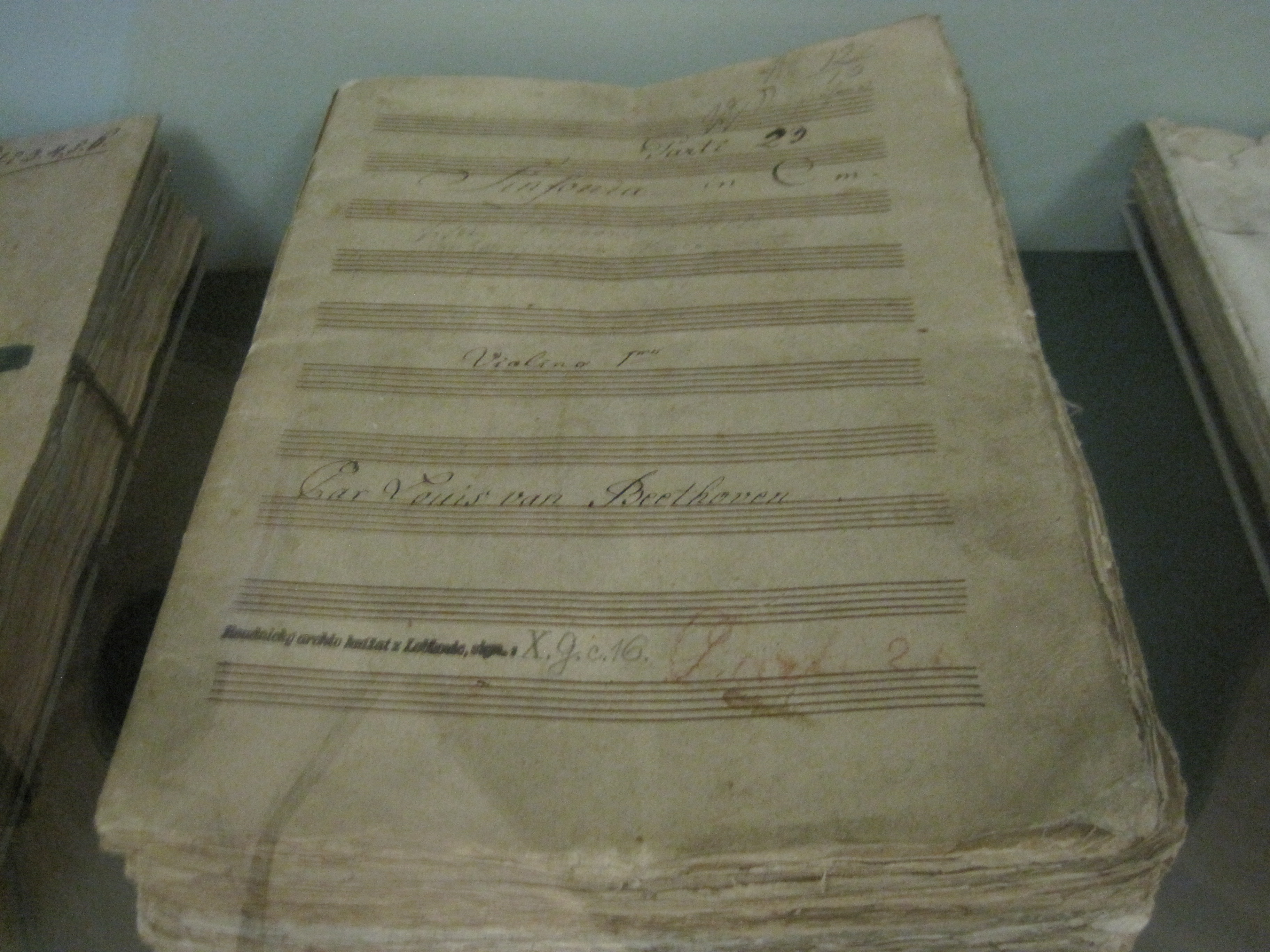
Opisy partitur použité pro premiéru Beethovenovy páté symfonie, obsahující ručně vepsané poznámky samotného skladatele. Ve sbírkách Lobkovického paláce na Pražském hradě.

Podle všech dobových svědectví mělo hudební provedení děl nevalnou úroveň. Dle jedné z kritik byl orchestr „nedostatečný ve všech směrech“. Scénu a árii díla Ah! perfido zpívala nezkušená sopranistka, doplněná náhradou za Beethovenem původně zamýšlenou Annu Milderovou. Ta svou účast odřekla, protože skladatel urazil jejího nastávajícího muže. Výkon náhradnice negativně poznamenala tréma. Obecenstvo také trápila velká zima v sále kvůli extrémně chladnému počasí.
Zřejmě nejnižší úrovně dosáhl koncert během závěrečné Chorální fantazie, která byla nedostatečně nazkoušena. V jednom okamžiku dokonce hráči zcela vypadli z taktu a Beethoven musel kus zastavit a začít znovu. Ignaz von Seyfried později napsal:
Mistr přišel se svou orchestrální fantazií se sbory, a během poněkud uspěchané zkoušky, jako obvykle s ještě mokrými hlasovými party, se mnou dohodl, že druhá variace bude hrána bez opakování. Avšak večer, zcela ponořen do svého výtvoru, zapomněl na instrukce, které vydal, a opakoval první část, zatímco doprovázející orchestr již hrál druhou, což vskutku neznělo příliš výchovně. Kapelník Unrath si příliš pozdě uvědomil, že se někde stala chyba. Podíval se překvapeně na své ztracené kolegy, zastavil hraní a suše pronesl: „Znovu!“ Houslista Antonín Vranický se poněkud rozladěně zeptal: „S opakováním?“ načež se mu dostalo odpovědi „Ano“ a poté již šlo všechno jak na drátkách.
Tato část Seyfriedova svědectví zdůrazňuje humornost celé situace, pro Beethovena však měla i jisté nepříjemné následky. Seyfried pokračuje:
Nejprve [Beethoven] nechápal, že svým jednáním muzikanty zesměšnil. Považoval za svou povinnost zopakovat nepřesně zahranou část, protože publikum mělo za svoje peníze právo slyšet vše zahráno správně. Brzy si však situaci uvědomil a okamžitě a upřímně žádal orchestr o odpuštění za ponížení, kterému ho vystavil. Byl natolik čestný, že se o této události způsobené svou vlastní roztržitostí sám všude šířil, přijímajíc za ni plnou zodpovědnost.

## Kritické ohlasy
Během tohoto potížemi provázeného podniku měl Beethoven výhodu v tom, že nemalou část publika tvořili příznivci jeho hudby, toužící koncert slyšet. Jedním z nich byl skladatel Johann Friedrich Reichardt, který v té době navštívil Vídeň. Později napsal (ve svých Osobních dopisech psaných o cestě do Vídně, 1810):
[25. prosince 1808] Uplynulý týden, kdy byla divadla uzavřena a večery naplněny veřejnými koncerty a hudebními představeními, mi způsobil nemalé nesnáze v mém pevném odhodlání uslyšet vše. Toto platí obzvláště o dvaadvacátém, kdy zdejší hudebníci pořádali v Burgtheateru pro fond „chudých vdov“ [Tonkünstler-Societät; viz výše] první z velkých představení této sezóny, zatímco stejného dne pořádal Beethoven ve velkém předměstském divadle [Divadlo na Vídeňce] koncert ve svůj prospěch, na kterém se hrála pouze jeho vlastní díla. Tento jsem si naprosto nemohl nechat ujít; proto jsem ráno s mnoha díky přijal milé pozvání knížete z Lobkovic do jeho lóže.

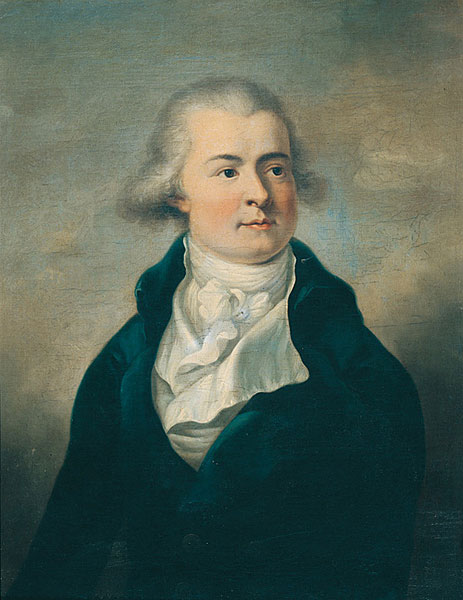
Kníže Josef František Maxmilián z Lobkovic, Beethovenův patron a návštěvník koncertu

Kníže z Lobkovic byl Beethovenovým patronem a mecenášem. Reichardt pokračuje:
Seděli jsme v lóži, v nanejvýš nepříjemné zimě, od půl sedmé až do půl jedenácté, a potvrdili si zásadu, že se lze snadno přesytit přespříliš dobrého, natožpak natolik mocného.
Reichardtův názor sdílela i kritika Allgemeine musikalische Zeitung:
Posoudit všechny tyto kusy po jediném poslechu, obzvláště s ohledem na řeč Beethovenových děl, s tím jak jich bylo tolik hráno jedno za druhým, a většina z nich natolik velkolepých a dlouhých, to je naprosto nemožné.

## Finanční výsledek
Beethovenův životopisec Thayer píše: „co koncert Beethovenovi vynesl po finanční stránce není známo“, poznamenává však existenci zápisu, uvádějícího že kníže Esterházy nařídil „vyplatit Beethovenovi obnos 100 guldenů na podporu této "hudební akademie"“.

## Moderní reinkarnace
Proslulost tohoto koncertu dala vzniknout řadě jeho moderních reinkarnací různými orchestry, například:
- New Jersey Symphony Orchestra (1986)[22]
- Baltimore Symphony Orchestra (1998)[23]
- Royal Scottish National Orchestra (2001)[24]
- Radio-Symphonieorchester Wien (22. prosince 2008)[25]
- Melbourne Symphony Orchestra (2015)[26]
- BBC Scottish Symphony Orchestra (2016)[27]